# Зареченское еврейское кладбище
Зареченское еврейское кладбище — ныне недействующий некрополь, памятник культуры, расположен по улице Оланду в Заречье (Ужупис) Вильнюс (Литва). Действовал с 1828 до 1960-х годов. Здесь похоронено около 70 тысяч евреев. Площадь — 11 гектаров. Входит в территорию Павильнисского регионального парка. Земля кладбища была изначально законно куплена еврейской общиной и принадлежит ей. (После восстановления независимости Литвы, несмотря на новые законы, акта о продаже-покупке земельного участка на котором расположено кладбище никто не отменял.)

## Описание
В описании 1908 года сказано, что открытое в 1831 году кладбище называлось «Новым», а закрытое в 1831 году Старое еврейское кладбище находилось на Снипишках. «Новое» кладбище находилось между Заречьем и Антоколем, на так называемой Поповчизне, в небольшой лощине, окружённой холмами. Всё кладбище было обнесено частично каменной оградой, а частью деревянным забором. При входе находился деревянный дом, сдаваемый под частные квартиры, и другой, меньшего размера, в котором помещается кладбищенский сторож. Прямая широкая аллея, идущая от ворот, разделяла кладбище на две половины. Правая сторона, ранее приобретённая, в 1908 году уже почти вся была занята могилами. Здесь же выстроены два каменных одноэтажных здания. В одном помещается молитвенный дом, комната ожидающих совершения обряда похорон, контора кладбища и мастерская для изготовления погребальной одежды. В подвальном помещении жили могильщики и служители кладбища. В другом, более меньшем здании, совершали омовение умерших. Левая часть была разделена на 8 секций где в соответствии с положением при жизни и состоянием производились погребения.
Среди восьми категорий участков, первая — раввины и богатые люди, вторая и третья — похороненные на дорогостоящих местах, остальные участи — все остальные люди. На территории кладбища установлен мемориал, сооруженный из еврейских надгробий, которые в советские времена были уложены в лестницу на горе Таурас. Сохранилось порядка 70 бетонных надгробий и их фрагментов.

## История
Кладбище было основано в 1828 году и просуществовало до середины 1960-х годов. Очень малая часть останков, среди которых основатель Бунда Арон Кремер, писатель Самуил Финн, была спасена и перенесена на кладбище Судярвес. После закрытия кладбища надгробия евреев использовались на трансформаторной подстанции, на территории Западной объездной дороги, на мостовой улиц Т. Костюшкос, Латвю, Витауто.
9 августа 2006 года был осквернен еврейский монумент на улице Оланду и на нём была нарисована фашистская свастика.
В сентябре 2015 года были сформированы аллеи и оборудованы информационные таблички. Возрождение объекта культурного наследия Литвы стало возможным благодаря Литовской еврейской общине.
5 августа 2016 года Старое еврейское кладбище объявили объектом культурного наследия и взяли под защиту государства. Старинные надгробия некрополя уже и до этого входили в регистр объектов культурного наследия.